# Arrondissement de Wetterau
L’arrondissement de Wetterau est un arrondissement (Landkreis en allemand) de Hesse (Allemagne) situé dans le district (Regierungsbezirk en allemand) de Darmstadt. Son chef-lieu est Friedberg (Hessen).

## Histoire
Le territoire de l'arrondissement de Wetterau a été propriété de diverses maisons au cours de l'histoire. Les plus importantes auront été les landgraves de Hesse (plus tard, les deux parties de Hesse), les comtes de Solms et d'Isembourg, l'électorat de Mayence et la ville libre d'Empire de Friedberg.

## Villes, communes et communautés d'administration
(nombre d'habitants au 31/12/2008)
| Städte 1. Bad Nauheim (30 017) 2. Bad Vilbel (31 456) 3. Büdingen (21 352) 4. Butzbach (24 985) 5. Florstadt (8 708) 6. Friedberg (Hessen) (27 880) 7. Gedern (7 639) 8. Karben (21 865) 9. Münzenberg (5 636) 10. Nidda (17 723) 11. Niddatal (9 229) 12. Ortenberg (9 147) 13. Reichelsheim (6 800) 14. Rosbach v.d. Höhe (12 100) | Gemeinden 1. Altenstadt (11 861) 2. Echzell (5 859) 3. Glauburg (3 153) 4. Hirzenhain (2 865) 5. Kefenrod (2 844) 6. Limeshain (5 379) 7. Ober-Mörlen (5 869) 8. Ranstadt (4 933) 9. Rockenberg (4 056) 10. Wölfersheim (9 883) 11. Wöllstadt (6 257) |